# Текин, Латифе
Латифе Текин (тур. Latife Tekin, 1957, Карачефенк, Кайсери) — турецкая писательница.

## Биография
Родилась в небольшом селении, расположенном около города Кайсери. В школу пошла лишь в возрасте девяти лет, после того, как её семья в 1966 переехала в Стамбул. После окончания в 1974 году женского лицея работала в Управлении телефонной связи. Входила в Союз прогрессивных женщин Турции и турецкую компартию.
Как писательница дебютировала в 1983 году, когда был издан роман Моя милая наглая смерть. Фольклорно-мифологическая фантастика этого романа, близкая к магическому реализму, привлекла внимание публики и критики.
По словам Текин, влияние на неё оказали Назым Хикмет и Ахмед Хамди Танпынар.

### Романы
- Моя милая наглая смерть/ Sevgili Arsız Ölüm (1983, неоднократно переиздан, переведен на английский, французский, немецкий, испанский языки)
- Сказки с помойки Берджи Кристин/ Berci Kristin Çöp Masalları (1984)
- Ночные уроки/ Gece Dersleri (1986)
- Мечи изо льда/ Buzdan Kılıçlar (1989)
- Знаки любви/ Aşk İşaretleri (1995)
- Оказывается, в лесу нет смерти/ Ormanda Ölüm Yokmuş (2001)
- Сад «Не забдь»/ Unutma Bahçesi (2004)
- Муинар/ Muinar (2006)

### Сценарии
- Bir Yudum Sevgi (1984, )